# Кошман Дем'ян Максимович
Дем'ян Максимович Кошман (1902, м. Бориспіль — 1967, Бориспіль) — український культурний діяч, співак-бандурист, баритон. Організатор і керівник капели бандуристів. 
Народився у селянській сім’ї. Працював у Бориспільській школі №1, викладав музику, співи, організував учнівський шкільний хор.
Керував створеною у середині 1920-х років при будинку культури Борисполя Бориспільською капелою бандуристів.
У 1934 році переходить на роботу до районного будинку культури, того ж року відновлює капелу бандуристів, яку очолював протягом усіх років її діяльності.
Працював в Українському народному хорі, Радіокомітеті (Київ), керував самодіяльним ансамблем у Борисполі.
Похований у Борисполі.